# Хандан, Джафар
Джафар Хандан (псевдоним; полное имя — Джафар Хандан Зейнал оглы Гаджиев; азерб. Cəfər Xəndan Zeynal oğlu Hacıyev; 25 апреля (8 мая) 1911, Эривань — 10 августа 1961, Баку) — азербайджанский советский литературовед, критик и поэт.

## Биография
Джафар Хандан родился 8 мая 1911 года в городе Эривань. 
В 1932 окончил Азербайджанский государственный университет. Участвовал в Великой Отечественной войне. 
В период с 1950 по 1954 год — ректор, с 1952 по 1961 — заведующий кафедрой истории азербайджанской литературы АГУ. 
Докторская диссертация — «Национально-освободительные идеи в литературе Южного (Иранского) Азербайджана 1906—1946» (1949). 
Печатался с 1930 года. Основные работы Хандана посвящены азербайджанской литературе XX века. Автор учебника для вузов «История азербайджанской литературы XX века» (азерб. XX әср Азәрбајҹан әдәбијјаты тарихи, 1955), монографии «Художественные особенности творчества Сабира» (азерб. Сабир јарадыҹылығынын сәнәткарлыг хүсусијјәтләри, опубл. 1962), работ о творчестве азербайджанских советских писателей Джафара Джаббарлы, Микаила Мушфига, Самеда Вургуна и др. Опубликовал сборники стихов «Белые ночи» (азерб. Бәјаз кеҹәләр, 1936), «Фронтовые стихи» (азерб. Ҹәбһә ше’рләри, 1942), «Первая разлука» (азерб. Илк ајрылыг, 1944) и др.
Жил в доме 67 на Проспекте Нефтяников в Баку («Жилой дом учёных»).

## Сочинения
- Мир Ҹәлал, Бакы, 1958
- Шаирин һәјаты, Бакы, 1961;
- Әдәби гејдләр, Бакы, 1966;
- Сечилмиш әсәрләри, Бакы, 1972